# Epigynopteryx castanea
Epigynopteryx castanea là một loài bướm đêm trong họ Geometridae.